# Condado de Blaine (Montana)
El condado de Blaine (en inglés, Blaine County) es una subdivisión administrativa del estado de Montana, Estados Unidos. Según el censo de 2020, tiene una población de 7044 habitantes.
La sede del condado es Chinook.
La mayor parte de la reserva indígena de Fort Belknap se encuentra en la parte sureste del condado.
Más de la mitad de los habitantes son gros ventres y assiniboine. Estas tribus son los principales empleadores del condado.

## Geografía
Según la Oficina del Censo, el condado tiene un área total de 10 978 km², de la cual 10 949 km² es tierra y 29 km² son agua.

### Condados adyacentes
- Condado de Hill - oeste
- Condado de Chouteau - suroeste
- Condado de Fergus - sur
- Condado de Phillips - este
- Reno No. 51 (Saskatchewan) - noroeste
- Frontier No. 51 (Saskatchewan) - norte
- Lone Tree No. 51 (Saskatchewan) - noreste

## Demografía
En el 2000 los ingresos promedio de los hogares del condado eran de $25 247 y los ingresos promedio de las familias eran de $30 616. Los hombres tenían un ingreso per cápita de $23 627 versus $20 469 para las mujeres. El ingreso per cápita para el condado era de $12 101. Alrededor del 28.10% de la población estaba bajo el umbral de pobreza nacional.
Según la estimación 2015-2019 de la Oficina del Censo, los ingresos promedio de los hogares del condado son de $41 279 y los ingresos promedio de las familias son de $48 828. Los ingresos per cápita en los últimos doce meses, medidos en dólares de 2019, son de $19 258.  Alrededor del 30,5% de la población está bajo el umbral de pobreza nacional.
Según el censo de 2020, el 52,78% de los habitantes del condado son amerindios, el 41,96% son blancos, el 0,18% son afroamericanos, el 0,18% son asiáticos, el 0,68% son de otras razas y el 4,20% son de una mezcla de razas. Del total de la población, el 2,24% son hispanos o latinos de cualquier raza.

## Comunidades

### Ciudades
- Chinook
- Harlem

### Lugares designados por el censo
- Fort Belknap Agency
- Hays
- Lodge Pole